# Simmetria centrale nel piano complesso
In geometria, dati il numero complesso {\displaystyle z_{0}=x_{0}+iy_{0}} e {\displaystyle C_{0}=P(z_{0})}, di coordinate {\displaystyle (x_{0},y_{0})}, il punto corrispondente a {\displaystyle z_{0}}, la simmetria centrale di centro {\displaystyle C_{0}}, o rotazione attorno a {\displaystyle C_{0}} di angolo {\displaystyle \alpha =\pi }, è la trasformazione
{\displaystyle {\begin{aligned}S_{C_{0}}\colon \mathbb {C} &\longrightarrow \mathbb {C} \\z&\longmapsto z'=2z_{0}-z.\end{aligned}}}

## Proprietà
Ricordando che la simmetria di centro {\displaystyle C_{0}} altro non è che la rotazione di centro {\displaystyle C_{0}} e angolo {\displaystyle \alpha =\pi }, cioè {\displaystyle a=-1}, è data da {\displaystyle z'=az+(1-a)z_{0}}, si ha che {\displaystyle z'=-1z+(1-(-1))z_{0}=2z_{0}-z}.
Passando in coordinate cartesiane se {\displaystyle z=x+iy}, {\displaystyle z'=x'+iy'} e {\displaystyle z_{0}=x_{0}+iy_{0}}, allora {\displaystyle z'=x'+iy'=2(x_{0}+iy_{0})-(x+iy)=(2x_{0}-x)+i(2y_{0}-y)}, da cui si ottiene:
{\displaystyle {\begin{cases}x'=2x_{0}-x\\y'=2y_{0}-y,\end{cases}}}
che rappresentano esattamente le equazioni della simmetria centrale nel piano di centro {\displaystyle C_{0}(x_{0},y_{0})}.

## Esempio
La scrittura complessa della simmetria centrale {\displaystyle S_{C_{0}}} di centro {\displaystyle z_{0}=2+3i} è data da {\displaystyle z'=2z_{0}-z=2(2+3i)-z=-z+4+6i}.

## Caso particolare
La simmetria {\displaystyle S_{0}} di centro l'origine {\displaystyle O(0,0)} degli assi coincide con la rotazione nel piano di centro l'origine e angolo {\displaystyle \alpha =\pi }.  
{\displaystyle {\begin{aligned}S_{0}\equiv \rho _{0,\pi }\colon \mathbb {C} &\longrightarrow \mathbb {C} \\z&\longmapsto z'=-z.\end{aligned}}}
Infatti:
{\displaystyle z'=-z=\rho \left[\cos \left(\vartheta +\pi \right)+i\sin \left(\vartheta +\pi \right)\right]=\rho e^{i\left(\vartheta +\pi \right)}.}